# موراي ديفلن
موراي ديفلن هو رسام كندي، ولد في 1924، وتوفي في 2002.